# Aït Sedrate Jbel El Oulia
Aït Sedrate Jbel El Oulia (arabiska: أيت سدرات الجبل العليا) är en kommun i Marocko. Den ligger i provinsen Tinghir och regionen Drâa-Tafilalet, 270 km söder om huvudstaden Rabat. Antalet invånare är 4 059.